# Seznam hrvaških generalov
Seznam hrvaških generalov.
Predstavljeni so generali sedanje HV ter nekaj znanih generalov srednjega veka. Hrvaška je še pred vstopom v Nato sprejela natovske kode generalskih činov. Generalski čini so: brigadni general (OF-6), general bojnik (generalmajor, OF-7), general pukovnik (generalpolkovnik, OF-8), general zbora (general, OF-9) in stožerni general (armadni general, OF-10). Pri aktivnih generalih (30) so navedene sedanje dolžnosti, ostali so upokojeni in umrli. Vojaški zgodovinarji naj popravijo morebitne napake.

## A
- Rahim Ademi, generalmajor, haaški obtoženec
- Imre Agotić/Imra Agotić, polkovnik JLA, general, poveljnik vojnega letalstva in obrambni svetovalec predsednika RH
- Gašpar Alapić, general, + 1584, hrvaški ban, 1573 zatrl kmečki upor Matije Gubca
- Milan Antončić

## B
- Josip Babin (general), generalpodpolkovnik JLA
- Berislav Badurina, generalmajor JLA
- Vlado Bagarić, brigadni general, načelnik poveljstva vojaškega letalstva in protizračne obrambe
- Dušan Baić, generalmajor JLA
- Vladimir Bakarić, general letalstva JLA
- Vladimir Bakarić, rezervni generalpodpolkovnik JLA
- Ante Banina, generalpolkovnik JLA
- Slavko Barić, generalpolkovnik, namestnik načelnika GŠ OSRH
- Ivan Basarac, generalpolkovnik
- Petar Basta, generalmajor
- Luka Bebić, generalmajor, obrambni minister RH
- Mate Bilobrk, generalpodpolkovnik JLA
- Zlatko Binenfeld, generalmajor
- Ante Biočić, generalmajor
- Tihomir Blaškić, generalmajor (HVO), haški obsojenec
- Mihajlo Blažević, generalmajor
- Slava Blažević, sanitetna generalmajorka JLA
- Rafael Boban, general NDH
- Janko Bobetko, generalpodpolkovnik JLA, armadni ("stožerni"/ štabni) general (= armadni general) HV
- Petar Bogdan Peko, generalpodpolkovnik JLA
- Jovan Bogdanović, generalmajor
- Milan Bokulić, brigadni general
- Đordo Bonačić, generalmajor
- Svetozar Borojević, avstroogrski general (poveljnik na Soški fronti)
- Bude Bosnić, generalmajor
- Nikola Božanić, generalpolkovnik JLA
- Niko Bratanić, generalmajor
- Mane Breka, generalmajor
- Rudolf Mihael Brlečić, brigadni general
- Srđan Brujić, generalpodpolkovnik
- Božo Budimir,  generalmajor, polkovnik JLA in pom. načelnika za inženirstvo 9. armade
- Živko Budimir, generalmajor (HVO)
- Rade Bulat, generalpolkovnik JLA

## C
- Miljenko Crnjac, generalpolkovnik
- Miloš Crnobrnja, generalmajor JLA
- Drago Crnogorac, generalmajor JLA

## Č
- Gordan Čačić, generalmajor, Direktor vojaško-varnostne agencije
- Jovan Čakalo, generalmajor JLA
- Ivan Čermak, generalpolkovnik
- Zvonimir Červenko, armadni general, načelnik Glavnega GŠ OSRH
- Ljubo Ćesić Rojs
- Izidor Češnjaj,  brigadni general
- Josip Čuletić, generalpolkovnik, poveljnik vojnega letalstva

## Ć
- Ljubo Ćesić Rojs (1958)
- Krešimir Ćosić (general), generalpolkovnik
- Dane Ćuić, generalmajor JLA
- Mile Ćuk, generalpolkovnik

## D
- Danilo Damjanović, generalmajor JLA
- Martin Dasović, generalpolkovnik JLA
- Đuro Dečak, generalpolkovnik
- (Mile Dedaković - Jastreb, polkovnik/štabni brgadir?; poveljnik obrambe Vukovarja 1991)
- Željko Dobranović, brigadni general
- Stjepan Domankušić, generalmajor JLA
- Dušan Dotlić, generalmajor JLA
- Nenad Drakulić, generalpolkovnik letalstva JLA
- Branko Dude, generalpodpolkovnik JLA
- Luka Džanko, generalmajor

## Đ
- Šime Đodan, generalmajor, obrambni minister

## E
- Tomislav Erdödy, general, rojen 1558 v Krapini, + 1624, hrvaški ban, poveljnik  hrvaških enot v zmagoviti bitki proti Turkom 1593 pri Sisku

## F
- Franjo Feldi, polkovnik JLA, generalpolkovnik, načelnik Vojne šole “Ban Josip Jelačić”,
- Josip Filipović, Avstroogrski general, poveljnik
- Franjo Filipović
- Milenko Filipović, generalmajor

## G
- Veselko Gabričević, brigadni general
- Miljenko Galić, generalmajor, načelnik Uprave za finance
- Željko Glasnović, generalmajor (HVO)
- Branimir Glavaš,  generalmajor, poveljnik Osijeka, v preiskovalnem postopku
- Milivoj Gluhak, generalpodpolkovnik JLA
- Karlo Gorinšek, generalmajor, polkovnik JLA, Slovenec, poveljnik Osiješke operativne skupine, politik
- Ante Gotovina, legionar, generalpolkovnik
- Dragan Granić, generalmajor JLA
- Darko Grdić, generalpolkovnik, vodja vojaške misije RH pri Natu
- Nikola Grubor, generalmajor JLA

## H
- Ivan Hariš - Ilija Gromovnik, generalmajor JLA; komandant diverzantskih enot NOV Hrvaške
- Andrija Hebrang, generalmajor
- Vlado Hodalj, brigadni general
- Robert Hranj, načelnik generalštaba HV
- Josip Hrnčević, rezervni generalmajor JLA
- Dušan Hrstić, generalpodpolkovnik JLA

## I
- Josip Ignac, generalmajor JLA, general, glavni inšpektor HV
- Ljubo Ilić, poveljnik francoskega odpora, generalmajor JLA, diplomat
- Nikola Ištvanović, podmaršal
- Šime Ivas, generalmajor JLA
- Miloš Ivošević, generalmajor JLA

## J
- Vlado Janić, generalpolkovnik JLA
- Franjo Jelačić (1746-1810), podmaršal
- Ivan (Janko) Jelačić (1742-1813), podmaršal
- Josip Jelačić, general, rojen 1801 v Petrovaradinu, + 1869, hrvaški ban in poveljnik
- Juraj (Đuro, Juro) Jelačić (1805-1901), podmaršal
- Ante Jelavić, generalmajor (HVO)
- Ivo Jelić, generalmajor
- Zlatan Mijo Jelić, generalmajor (HVO)
- Antun Jeričević, brigadni general
- Miroslav Jerzečić, brigadni general
- Branislav Joksović, generalpolkovnik JLA
- Ignatije Joka, generalmajor JLA
- Milan Joka, generalpodpolkovnik JLA

- Đoko (Đorđe) Jovanić, generalpolkovnik JLA
- Bogdan Jovanović, generalmajor JLA
- Đuro Jovanović, generalmajor JLA
- Ilija Jovanović, generalmajor JLA
- Stjepan Jovanović, podmaršal
- Josip Juras, generalmajor, obrambni minister
- Zvonko Jurjević, zadnji poveljnik letalstva JLA

## K
- Veljko Kadijević, general armade (JLA), zadnji zvezni sekretar za obrambo (vojni minister) SFRJ (srbsko-hrvaškega rodu)
- Nikola Kajić, generalpolkovnik JLA
- Matko Kakarigi, generalmajor, načelnik Uprave za gradbeništvo
- Ivan Kapular, generalmajor
- Šime Čičin Karlov, brigadni general
- Krešimir Kašpar, generalmajor, načelnik Urada predsednika RH
- Velibor Kikerec,
- Petar Kleut, generalmajor JLA
- Vjekoslav Klišanić, generalmajor JLA
- Milan Knežević, generalpodpolkovnik JLA
- Radovan Knežević, generalmajor JLA
- Vinko (Vicko, Vincent, Vinzenz-Ferrarius) Knežević (1755-1832), avstrijski general
- Frano Kofler, generalmajor JLA
- Antun Kolundžić, generalmajor JLA
- Viktor Koprivnjak, generalmajor, poveljnik vojnega letalstva in protizračne obrambe HV
- Ivan Korade, generalmajor/generalpolkovnik ? HV
- Ivan Kralj, generalpodpolkovnik JLA (vojaški zdravnik/sanitejec)
- Blaž Kraljević, general - poveljnik HOS (BiH)
- Otmar Kreačić, generalpokovnik JLA
- Marinko Krešić, generalmajor
- Marijan Kretić, generalmajor
- Ivica Krizmanić, generalmajor
- Tomislav Kronja, generalpodpolkovnik JLA
- Pavao Krpan, brigadni general, šef Poveljstva za logistiko
- Damir Krstičević,  generalmajor/generalpokovnik?
- Mladen Kruljac, generalpolkovnik, namestnik poveljnika KoV HV
- Petar Kružić, general, + 1537, hrvaški knez, kot kapetan Klisa in Senja se je boril proti Turkom
- Stjepan Kučiš
- Milan Kukić
- Ivan Kukoč
- Miroslav (Friedrich, Friderik) Kulmer (st.)
- Tihomir Kundid, generalpolkovnik, načelnik Glavnega GŠ HV 2024-
- Slavko Kvaternik, general, rojen 1878 v Vučinićih, + 1947 (justificiran), Pavelićev soborec za NDH, poveljnik ustaških enot

## L
- Mate Laušić, generalpolkovnik
- Vladimir Laxa
- Marko Leko, generalmajor
- Petar Ljuština
- Jovo Lončarić
- Vladimir Lončarić
- Dragutin Lovrić, generalmajor, načelnik J-3 – Uprava za operativne zadeve GŠ OSRH
- Vjekoslav Luburić, general NDH
- Josip Lucić, general, načelnik Glavnega GŠ HV
- Franjo Lukac, general NDH
- Mijo (Mihajlo) Lukić, general VKJ in vojske (domobranstva) NDH
- Anton Lukežić, generalpolkovnik JLA, kasneje svetovalec predsednika BiH A. Izetbegovića (1927-2000, Sa)

## M
- Petar Maljković, generalmajor JLA
- Lazar Mamula (avstrijski general)
- Miloš Manojlović, generalpolkovnik JLA
- Srećko Manola (bosanskohercegovski general JLA)
- Marijan Mareković, generalpolkovnik, poveljnik KoV HV
- Ilija Maričić, brigadni general
- Nojko Marinović (1948– Dubrovnik, 2021) generalmajor/generalpolkovnik?=general bojnik HV
- Mladen Markač,  generalpolkovnik
- Drago Matanović, brigadni general, načelnik J-7 – Uprave za urjenje in šolstvo GŠ OSRH
- Vladimir Matetić, generalpolkovnik letalstva JLA

- Stanko Matić, generalmajor
- Andrija Matijaš Pauk, generalmajor
- Ivan Mihalina, generalmajor
- Simo Mikašinović, generalpodpolkovnik

- Veljko Miladinović, generalpodpolkovnik
- Jozo Miličević, general, pomočnik za KoV, načelnik Vojne šole
- Savo Miljanović, generalmajor
- Pavao Miljavac, generalpolkovnik (general zbora) HV
- Ivan Mišković - Brk, generalpolkovnik JLA, načelnik KOS
- Rudolf Musi, generalmajor
- Stanko Naletilić, generalpodpolkovnik

## N
- Miroslav Navratil, genaral NDH
- Mirko Norac,  generalmajor, obsojenec zaradi vojnih zločinov

## O
- Mate Obradović, generalmajor, glavni inšpektor HV
- Stevo Opsenica, generalpodpolkovnik
- Mate Ostović, brigadni general, načelnik Uprave za logistiko

## P
- Mate Pađen 1962, brigadni general>>generalpolkovnik (načelnik J-5 – Uprave za obrambno načrtovanje GŠ OSRH >> Hrvatsko vojno učilište "Dr. Franjo Tuđman"
- Dragan Pajić
- Viktor Pavičić, vojska NDH (padel pri Stalingradu)
- Milan Pavlović
- Rade Pavlović
- Nikola Peinović
- Zvonko Peternel, brigadni general, poveljnik 3. korpusa KoV HV
- Milivoj Petković,  generalpolkovnik

- Rudi Petovar, generalpolkovnik  JLA
- Josip Petrović, brigadni general
- Ivan Pokaz, brigadni general
- Slobodan Praljak, generalpolkovnik HV (2017 ob izreku obsodbe na Haašekm sodišču za vojne zločine popil strup - naredil samomor)
- Ivo Prodan, prim.dr., generalmajor
- Berislav Pušić (BiH)

## R
- Sergio Rabar, brigadni general
- Nikola Radošević
- Zdenko Radulj, brigadni general
- Rajko Rakić (1944-2023), generalmajor (HVO)
- Andrija Rašeta, generalpolkovnik JLA
- Ilija Rašić, brigadni general
- Markica Rebić, generalmajor
- Zlatko Rendulić (1920-2021), vojaški pilot, inženir in generalpolkovnik letalstva in PO JLA
- Dragutin Repinc, generalmajor. vodja misije OZN v Pakistanu
- Ljubo Ćesić Rojs, generalmajor
- Ante Roso, generalmajor
- Darko Rukavina, brigadni general, namestnik poveljnika vojaškega letalstva in protizračne obrambe
- Ivan Rukavina, armadni general JLA, načelnik GŠ NOV in PO Hrvaške

## S
- Željko Sačić
- Edo Santini
- Ante Sardelić
- Stjepan Sarkotić, general avstroogrske vojske
- Tomislav Sertić, general NDH
- Marko Sinovčić, general, rojen v Splitu, + 1674, najemnik avstrijske ali beneške vojske, znan kot »general hrvaške konjenice«,
- Zvonimir Skender, generalmajor
- Joža Skočilić, rezervni generalpodpolkovnik
- Stanko Sopta, generalpolkovnik (HVO)
- Đuro Srnec, generalpolkovnik
- Rudi Stipčić, brigadni general
- Ivan Stipaničić
- Petar Stipetić, generalmajor JLA, armadni general, načelnik Glavnega GŠ OSRH
- Dragutin Stojaković
- Josip Stojković, generalmajor, poveljnik 1. korpusa KoV HV

## Š
- Milan Šakić
- Mate Daidža Šarlija, generalmajor
- Jefto Šašić, generalpolkovnik JLA
- Josip Škorpik
- Velimir Škorpik
- Marko Šljivari
- Dragutin Šlopar, polkovnik JLA, načelnik TSl. 9. armade, generalmajor
- Martin Špegelj, generalpolkovnik JLA, poveljnik 4. armade, armadni (stožerni/štabni) general, prvi načelnik Glavnega GŠ OSRH
- Slavko Štancer, general HDH
- Vinko Štefanek, brigadni general, direktor Letalsko-tehničnega zavoda
- Ivan Štimac, generalmajor
- Josip Štimac, generalmajor JLA, generalmajor, poveljnik vojnega letalstva
- Mirko Šundov, generalmajor, poveljnik Poveljstva za skupno izobrazbo in urjenje
- Gojko Šušak, armadni (stožerni/štabni) general, obrambni minister RH
- Janko Šušnjar

## T
- Žarko Tole, generalmajor
- Ivan Tolj, generalmajor
- Veselko Tolj, brigadni general
- Petar Tomac
- Franjo Tomašić
- Frane Tomičić, brigadni general načelnik Uprave za kontrolo oborožitve
- Fabijan Trgo
- Bogdan Trgovčević
- Franjo Tuđman, generalmajor JLA, kasneje "vrhovnik" Hrvaške vojske
- Anton Tus (1931–2023), generalpolkovnik letalstva JLA, armadni (stožerni/štabni) general, načelnik Glavnega GŠ OSRH

## U
- Milan Emil Uzelac (1867–1953), avstroogrski in jugoslovanski general in poveljnik vojnega letalstva obeh držav

## V
- Mate Viduka, brigadni general
- Vinko Vrbanac, generalmajor
- Bogdan Vujnović
- Bruno Vuletić (1924–1997), generalpolkovnik JLA

## Z
- Blago Zadro, generalmajor
- Vladimir Zagorec, generalmajor, načelnik za nabave, renutno v preiskovalnem zaporu
- Mirko Zgaga (1890-1943), general NDH
- Petar Zrinjski, general, rojen 1621 v Vrbovcu, + 1671, hrvaški ban in poveljnik proti Turkom
- Josip Zvirotić, brigadni general, poveljnik 4. korpusa KoV HV

## Ž
- Aljoša Žanko, generalmajor
- Milan Žeželj (1917-1995), generalpolkovnik JLA